# Silene semenovii
Silene semenovii är en nejlikväxtart som beskrevs av Eduard August von Regel och Herd. Silene semenovii ingår i släktet glimmar, och familjen nejlikväxter. Inga underarter finns listade i Catalogue of Life.